# Chesapeake, Virginia
Chesapeake, Virginia là một thành phố thuộc quận, tiểu bang Virginia, Hoa Kỳ. Thành phố có diện tích km², dân số thời điểm năm 2000 theo điều tra của Cục điều tra dân số Hoa Kỳ là người2.
Một trong những thành phố trên Hampton Roads, Chesapeake được thành lập năm 1963 bởi một sự hợp nhất chính trị của thành phố Nam Norfolk với các quận Norfolk. Chesapeake là thành phố lớn thứ hai tính theo diện tích đất tại tiểu bang Virginia.
Chesapeake là một thành phố đa dạng, có vài khu vực đô thị cũng như nhiều dặm vuông đất nông nghiệp, rừng, và vùng đất ngập nước, bao gồm một phần đáng kể đầm lầy.
Ngày nay, đây là thành phố lớn thứ ba ở Virginia về dân số. Trong năm 2006, dân số của thành phố ước khoảng 220.560 người, tăng 10,7% so với đợt điều tra dân số năm 2000.